# Hebarditettix
Hebarditettix is een geslacht van rechtvleugeligen uit de familie doornsprinkhanen (Tetrigidae). De wetenschappelijke naam van dit geslacht is voor het eerst geldig gepubliceerd in 1938 door Günther.

## Soorten
Het geslacht Hebarditettix omvat de volgende soorten:
- Hebarditettix armatus Hancock, 1915
- Hebarditettix dolichonota Zheng, 2008
- Hebarditettix quadratus Hancock, 1915
- Hebarditettix triangularis Hancock, 1915